# Hemostaza
Hemostaza je pojam koji označava zaustavljanje krvarenja. Pojam je u upotrebi
u fiziologiji i medicini.

## Fiziologija
Sustav hemostaze u ljudskom tijelu ima ulogu održavati krvi u tekućem stanju, te pri ozljedi krvnih žila zaustaviti krvarenje na mjestu oštećenja. Sustav se sastoji od krvnih žila, trombocita, plazmatskih faktora koagulacije, inhibitora faktora koagulacije i sustava fibrinolize.  
U fiziologiji čovjeka hemostaza se postiže pomoću nekoliko mehanizama:
- stezanjem žile
- stvaranjem trombocitnog čepa
- stvaranjem krvnog ugruška (nastalog procesom zgrušavanja krvi koji se još naziva koagulacija)
- urastanjem vezivnog tkiva u ugrušak

Svakodnevno, na stijenkama krvnih žila, nastaju oštećenja koja mogu uzrokovati istjecanje krvi. Pomoću navedenih mehanizama tijelo "popravlja" oštećenja bez remećenja ostalih funkcija. U slučaju da je neki od mehanizama oštećen nastaju poremećaji zgrušavanja krvi (npr. hemofilija). 

## Medicina
U medicini se često rabe postupci za postizanje hemostaze, tj. zaustavljanja krvarenja 
(naročito nakon ozljeda). Postoje različiti postupci zaustavljanja krvarenja (postizanja hemostaze). Neki od njih su:
- pritisak (kompresija) na mjesto krvarenja (npr. prstom iznad i ispod mjesta krvarenja - digitalna kompresija, stavljanjem kompresivnog zavoja)
- podizanje (elevacija) dijela tijela koji krvari
- kirurško zaustavljanje krvarenja:
  - podvezivanje (ligatura) krvnih žila
  - koagulacija mjesta krvarenja strujom
  - šivanje krvnih žila
  - aplikacijom fibrinskog ljepila